# Passione (brano musicale)
Passione è una delle canzoni napoletane più famose di tutti i tempi costituendo una struggente analisi dell'estasi e della sofferenza d'amore.
È stata scritta nel 1934 da Libero Bovio (tra l'altro autore di moltissime altre canzoni napoletane di successo come Lacreme napulitane, Silenzio cantatore, Tu ca nun chiagne, ‘O Paese d'o sole, Zappatore, Chiove, Signorinella, Guapparia) e musicata da Ernesto Tagliaferri e Nicola Valente.

## Testo della canzone
La metrica dei versi è: - inizio - due quartine di settenari, tronco l'ultimo verso della seconda quartina; rime -  a b b a; c d d è
- ritornello ripetuto  in finale della canzone - 3 novenari e un dodecasillabo tronco; rime - 'f' f  f  à  (assonanza tra mm e nn)                   
- motivo music.   come inizio - due quartine di settenari, tronco l'ultimo verso della seconda quartina; rime -  g h h g; m n n ò

## Interpretazioni
Moltissimi interpreti si sono cimentati in Passione, entrata, oltre in quello napoletano, in particolare a far parte del repertorio di molti tenori lirici.
Tra gli interpreti del brano vi sono:

- Roberto Murolo
- Mario Abbate
- Miranda Martino
- Francesco Albanese
- Mario Trevi
- Mario Lanza
- Peppino Di Capri
- Tito Schipa
- James Senese
- Mina
- Enzo Gragnaniello
- Gnut
- Teresa De Sio
- Bungaro
- Anatolij Solov'janenko
- Alan Sorrenti[senza fonte]